# ناو کلاس ماتسوشیما
کروزر کلاس ماتسوشیما (به انگلیسی: Matsushima-class cruiser) یک کلاس از کشتی است که طول آن ۹۱٫۸۱ متر (۳۰۱ فوت ۳ اینچ) می‌باشد.